# Vukovje Zelinsko
Vukovje Zelinsko is een plaats in de gemeente Sveti Ivan Zelina in de Kroatische provincie Zagreb. De plaats telt 89 inwoners (2001).